# Blang Andam
Blang Andam is een bestuurslaag in het regentschap Aceh Timur van de provincie Atjeh, Indonesië. Blang Andam telt 814 inwoners (volkstelling 2010).